# 马蒂广播电视台
马蒂广播电视台（西班牙語：Radio y Televisión Martí）是美国政府创建的国有政治宣傳机构，由美國国际媒体署管辖。广播节目于1985年5月20日开播，电视节目首播日期是1990年3月27日。现在其播音室位于迈阿密。马蒂电视台以前通过位于佛罗里达州Cudjoe Key上方10英里處的一个热气球每天广播西班牙语节目，曾因占用古巴国内电视广播频率（13频道）饱受批评，现在则改为通过DirecTV平台播出。